# Tarczyn (stacja kolejowa)
Tarczyn – stacja kolejowa w Tarczynie, w województwie mazowieckim, w Polsce.